# Batalla de Cassel (1677)
La batalla de Cassel, también conocida como batalla de Peene, tuvo lugar el 10 de abril de 1677 y enfrentó a un ejército francés al mando de Felipe I de Orleans y a un ejército aliado al mando de Guillermo de Orange dentro del marco de la guerra franco-holandesa. La batalla terminó con la victoria del ejército francés.

## Antecedentes
La guerra de Holanda, que había sido preparada meticulosamente por Luis XIV, empezó en 1672 y todo hacía pensar que sería una guerra corta que terminaría con la victoria de Francia que contaba con la alianza de Suecia e Inglaterra mientras su enemigo se encontraba aislado. Sin embargo en 1673 la guerra da un vuelco al conseguir las Provincias Unidas la alianza del Sacro Imperio Romano, España, Dinamarca, Brandeburgo y varios príncipes alemanes mientras que Carlos II de Inglaterra salió de la guerra obligado por la opinión pública inglesa. En 1677 la guerra se hacía agotadora para todos. Francia había perdido ya al mariscal Turena y las Provincias Unidas a Michiel de Ruyter. Pero para la campaña de 1677 Luis XIV había decidido volver a tomar la iniciativa.

## Preludio
Después de que Luis XIV tomara Valenciennes y pusiera sitio a Cambrai, su hermano Felipe de Orleans, junto con el mariscal de Humières, recibió la orden de atacar Saint-Omer.
El estatuter Guillermo de Orange no habiendo podido salvar Valenciennes y viéndose incapaz de hacer frente a Luis XIV en Cambrai puso su interés en detener a este ejército y conservar la plaza de Saint-Omer. Las tropas aliadas estaban formadas por 30 000 hombres (20 000 de infantería y 10 000 de caballería). Entre estas tropas se encontraban las tropas españolas del duque de Villahermosa.
Observando el Rey Sol que ninguna tropa iba a amenazar el cerco de Cambrai envió a François-Henri de Montmorency, más conocido como mariscal de Luxemburgo, con tropas a reforzar al de su hermano Felipe de Orleans.

## La batalla

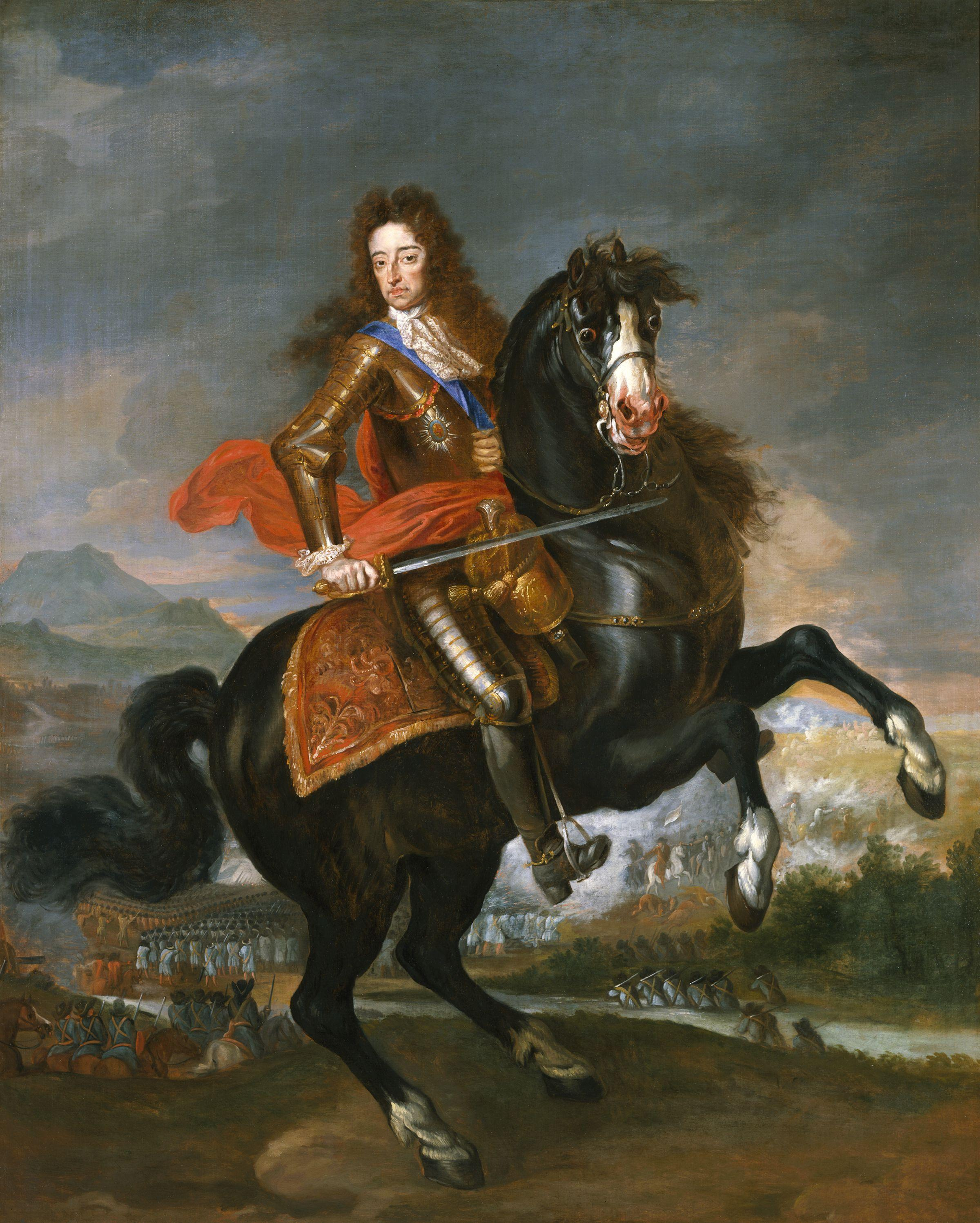
Retrato ecuestre de Guillermo de Orange.

Al recibir este apoyo, Felipe de Orleans junto al mariscal de Luxemburgo y al mariscal de Humières deciden dejar unas pocas tropas haciendo guardia en las trincheras frente a Saint-Omer y con el resto de las tropas atacar a las tropas de Guillermo de Orange que estaban situadas cerca de allí en Cassel.
El ejército francés avanzó para enfrentarse al aliado que se encontraba situado en un terreno alto tras un pequeño arroyo. El ala derecha francesa que estaba al mando del mariscal de Humières logró pasar el arroyo a una parte de la caballería por un puente antes de que pasara el centro y el ala izquierda y por ello tuvo que volver a rebasar desordenadamente el arroyo con grandes bajas producidas por la caballería de la izquierda aliada y por la infantería.
Una vez reorganizada el ala derecha, el ejército francés atacó todo el frente aliado. El centro era comandado por Felipe de Orleans y la izquierda por el mariscal de Luxemburgo e hicieron retroceder al ejército aliado que tuvo que abandonar la orilla del arroyo.
El ejército aliado abandono el campo de batalla y fue perseguido más allá de Cassel.